# 波腾眶灯鱼
波腾眶灯鱼（学名：Diaphus burtoni）又名藍光眶灯鱼，为眶灯鱼属的热带海洋小型深海鱼类。

## 分布
本魚分布于印度西太平洋區，包括以色列、約旦、葉門、日本、泰國、中國、臺灣、印尼、澳洲等海域。

## 深度
水深457至549公尺。

## 特徵
本魚體側扁且延長，口大，眼大。魚體棕黃色，近腹部具數列發光器，尾鰭叉形，體長可達13.7公分。

## 生態
本魚具有垂直洄游的現象，白天在較深的水域活動，夜晚則遷移至較淺水層較淺水層，屬肉食性，以浮游動物為主食。

## 經濟利用
可作為食用魚。

## 扩展阅读
維基物種上的相關：藍光眶灯鱼